# Tino Conti
Costantino "Tino" Conti (nascido em 26 de setembro de 1945) é um ex-ciclista italiano que competia em provas de ciclismo de estrada.

## Carreira
Nos Jogos Olímpicos da Cidade do México 1968, Conti competiu na estrada individual. Após se profissionalizar em 1969, ele ganhou uma medalha de bronze no Campeonato Mundial de 1976. Também montou o Tour de France em 1970 e 1971, e terminou no pódio em várias corridas principais.